# Роттман, Райан
Райан Роттман (англ. Ryan Rottman; 17 марта 1984 года) — американский актёр, наибольшую известность получивший за исполнение роли Джоуи Колвина в сериале канала TeenNick под названием «Гигантик», премьера которого состоялась 8 октября 2010 года.

## Карьера
Райан начал свою карьеру с эпизодической роли в фильме «Мальчикам это нравится» 2008 года. До этого играл в постановках театра «Технического университета Техаса». В 2009 году появился в фильмах «Каскадёры» и «Открытая дорога назад». Также снялся в сериалах «Университет», «Вива Лафлин», «Виктория-победительница», а также интернет-сериале Valley Peaks.
В 2011—2012 годах снимался в роли юноши Шейна, гея-активиста, в популярном молодёжном сериале «90210: Новое поколение».

## Фильмография
| Год       |     | Русское название        | Оригинальное название | Роль                       |
| --------- | --- | ----------------------- | --------------------- | -------------------------- |
| 2007      | с   | Вива Лафлин             | Viva Laughlin         | Мэтт                       |
| 2008      | ф   | Мальчикам это нравится  | The House Bunny       | покупатель                 |
| 2009      | с   | Университет             | Greek                 | Джесс                      |
| 2009      | ф   | Каскадёры               | Stuntmen              | Гай Торри                  |
| 2009      | с   | —                       | Valley Peaks          | доктор Джей Тьюпак / ДОП 4 |
| 2009      | ф   | Открытая дорога назад   | The Open Road         | Пибоди Беллхоп             |
| 2010      | кор | —                       | Closing Time          | Тайлер                     |
| 2010—2011 | с   | Гигантик                | Gigantic              | Джоуи Колвин               |
| 2011      | ф   | —                       | Birds Of A Feather    | актёр                      |
| 2011      | с   | Виктория-победительница | Victorious            | Райдер                     |
| 2011—2012 | с   | 90210: Новое поколение  | 90210                 | Шейн                       |
| 2012      | с   | —                       | Life Stinks?          | привлекательный парень     |
| 2013      | с   | Игра в ложь             | The Lying Game        | Джордан Лайл               |
| 2013      | с   | Бывает и хуже           | The Middle            | Клифф                      |
| 2014      | с   | Хэппиленд               | Happyland             | Теодор Чендлер             |
| 2014      | ф   | —                       | White Dwarf           | Райан                      |
| 2015      | кор | —                       | Hot Girls             | Рэй                        |
| 2015      | кор | —                       | Muse                  | коп                        |
| 2016      | кор | —                       | This Path             | Малкольм                   |
| 2016      | тф  | —                       | Diagnosis Delicious   | Дейв Оберлин               |
| 2016      | с   | —                       | Guidance              | Кевин Ридли                |
| 2017      | кор | —                       | The Long Walk Home    | Скотт                      |
| 2018      | ф   | Клуб миллиардеров       | Billionaire Boys Club | Скотт Билтмор              |
| 2018      | тф  | —                       | Christmas Wonderland  | Крис Шеперд                |